# Partido Nacionalsocialista Obrero Neerlandés
El Partido Nacionalsocialista Obrero Neerlandés (en neerlandés; Nationaal-Socialistische Nederlandsche Arbeiderspartij, naːʃoːˈnaːlsoːʃaːˈlɪstisə ˈneːdərlɑntsə ˈʔɑrbɛidərspɑrˌtɛi) o NSNAP (ɛnɛsɛnaːˈpeː) fue un partido menor de tendencia nacionalsocialista en los Países Bajos fundado en 1931 y dirigido por Ernst Herman van Rappard. Tratando de copiar el fascismo de otros, especialmente Adolf Hitler, el grupo no logró el éxito y fue acusado por rivales como el Movimiento Nacional Socialista en los Países Bajos (NSB) y la Liga Fascista General Neerlandesa de ser demasiado moderado para un movimiento fascista.

## Historia
El Partido Nacionalsocialista Obrero Neerlandés fue fundado el 16 de diciembre de 1931 en La Haya por iniciativa de Ernst Herman Ridder van Rappard y Bertus Smit.
El partido buscó inspiración en el Partido Nacionalsocialista Obrero Alemán, creando su propio batallón Storm Trooper en imitación de las Sturmabteilung y su propia 'Juventud Holanda' como la Juventud Hitleriana, y copiando la esvástica negra en un círculo blanco sobre un fondo rojo como su emblema. A diferencia de sus contrapartes de 'nacionalistas', que afirmaron respaldar el patriotismo neerlandés, en abril de 1932 a van Rappard se le ocurrió que el NSNAP buscaba la plena incorporación de los Países Bajos en el Tercer Reich, una política que obtuvo poco apoyo como lo demostraron los 998 votos que el partido capturó en las elecciones de 1937. El segundo líder B. Smit, en contra de este programa, formó su propio partido bajo el nombre de NSNAP-Smit. 
A diferencia del NSB, el NSNAP se enfocó en el antisemitismo y denunció al NSB como una organización pseudo-nacionalsocialista dominada por los judíos.
Van Rappard no pudo mantener el partido unido y, en poco tiempo, tres grupos separados reclamaban el nombre de NSNAP, uno bajo el major Cornelis Jacobus Aart Kruyt y el otro bajo Albert van Waterland (que había dejado su verdadero apellido de Joode, ya que significaba "el Judío'). Este faccionalismo en lo que ya era un pequeño partido aseguró que Alfred Rosenberg, que había considerado la posibilidad de apoyar al grupo con dinero alemán, perdiera interés y los tres NSNAP se desvanecieron. 
El NSNAP no se benefició de la invasión alemana de 1940 ya que las autoridades alemanas eligieron a Anton Mussert del NSB rival como su principal beneficiario y la versión del partido del mayor Kruyt se fusionó con el movimiento de Mussert a fines de 1940. El NSNAP finalmente desapareció por completo el 14 de diciembre de 1941 cuando Arthur Seyss-Inquart prohibió todos los partidos, excepto el NSB. Con van Rappard en servicio activo con las Waffen-SS, la mayoría de los miembros restantes de NSNAP aceptaron la decisión y cambiaron su apoyo a Mussert.

## Resultados electorales
Estados Generales de los Países Bajos
| Elección | Votos | Votos | Asientos | Asientos | Posición | Gobierno |
| Elección | # #   | %     | # #      | ±        | Posición | Gobierno |
| -------- | ----- | ----- | -------- | -------- | -------- | -------- |
| 1937     | 998   | 0,02  | 0/100    |          | 20º      |          |